# Simon Triebel

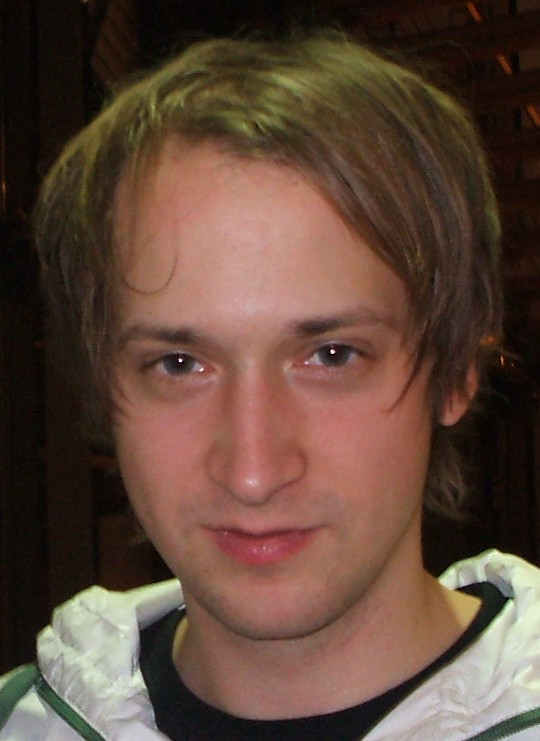
Simon Triebel (2007)

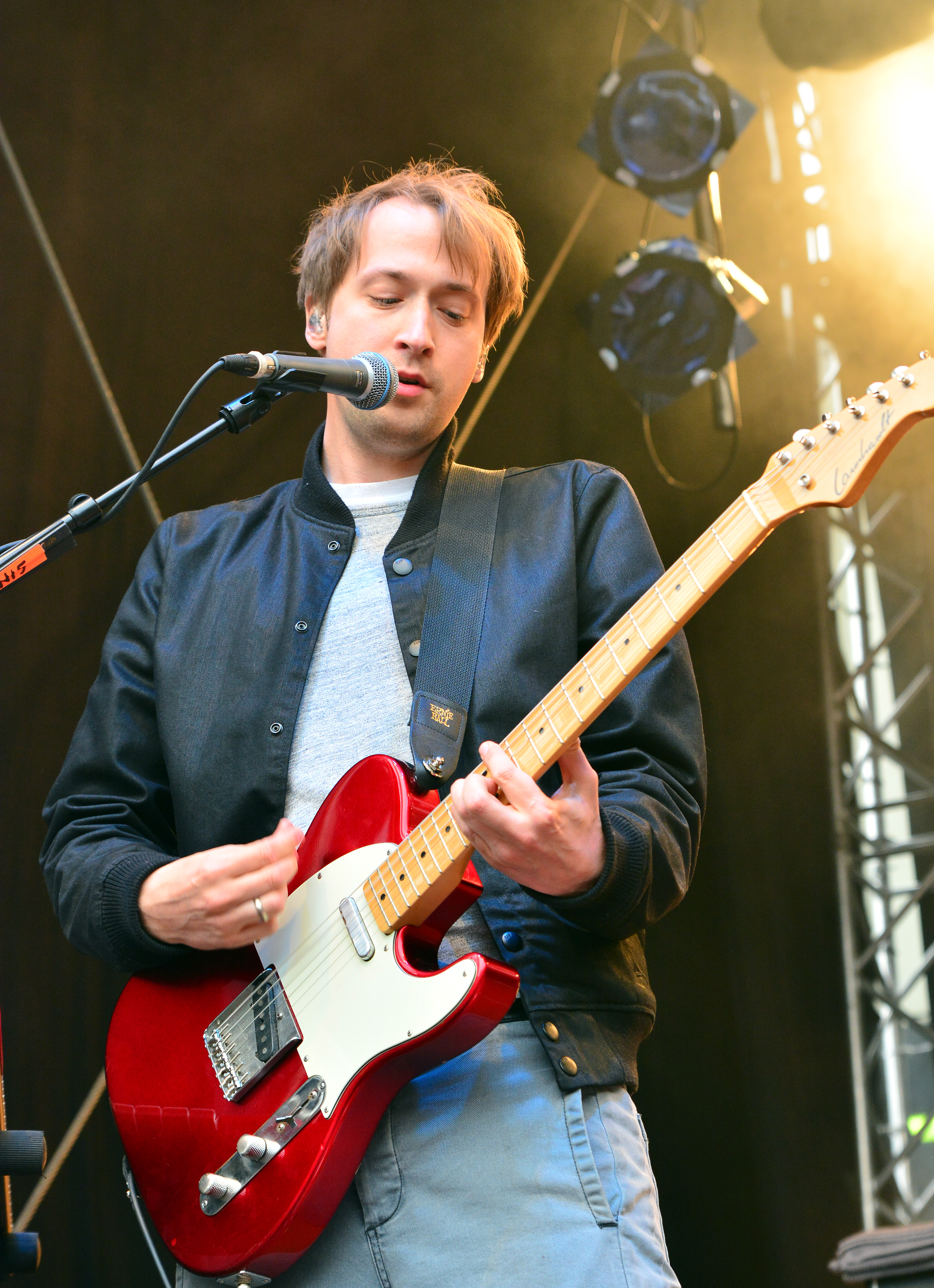
Simon Triebel (2015) bei einem Auftritt mit Juli

Simon Triebel (* 28. April 1982 in Gießen) ist ein deutscher Gitarrist und Songwriter. Er wurde als einer der beiden Gitarristen der Band Juli bekannt. Mittlerweile arbeitet er auch für viele weitere Künstler als Komponist und Textdichter, teilweise auch als Musikproduzent.

## Karriere mit Juli
Triebel war als Teenager Mitbegründer der ursprünglich englischsprachigen Band Sunnyglade, die sich etwa im Jahr 2001 in Juli umbenannte und auf deutschsprachige Texte umorientierte. Nachdem die Band 2003 von Universal Music unter Vertrag genommen worden war, veröffentlichte sie bislang fünf Studioalben: Es ist Juli (2004), Ein neuer Tag (2006), In Love (2010), Insel (2014) und Der Sommer ist vorbei (2023). An allen fünf Alben war Triebel als Gitarrist und Mitautor beteiligt; aus seiner Feder stammen viele Erfolgstitel der Band wie u. a. Perfekte Welle, Geile Zeit, Dieses Leben und Elektrisches Gefühl.

## Arbeit für andere Künstler
Seit etwa 2008 arbeitet Triebel auch verstärkt als Komponist und Autor für andere deutsche und internationale Künstler. Zu seinen ersten diesbezüglichen Aktivitäten gehörte der Titel Was hat die Zeit mit uns gemacht? auf Udo Lindenbergs Nummer-eins-Album Stark wie zwei, der auch als Single veröffentlicht wurde sowie im Musical Hinterm Horizont Verwendung fand. Einige Lieder, bei denen er Mitautor war, wurden erfolgreiche Singles, insbesondere Tim Bendzkos Debütsingle Nur noch kurz die Welt retten (2011), Mark Forsters Flash mich (2014) oder Namikas Je ne parle pas français (2018). Mit Alexander Zuckowski war er Produzent und Mitautor von Alvaro Solers 2015 erschienenem Debütalbum Eterno agosto, dessen erste Singleauskopplung El mismo sol in vielen Ländern ein Hit war und für den angloamerikanischen Markt in einer Version mit Jennifer Lopez aufgenommen wurde. 2016 wurde mit Sofia ein weiteres für Alvaro Soler mitverfasstes Lied zum Nummer-eins-Hit in mehreren Ländern, u. a. in Italien und der Schweiz.
Für Leslie Clios Debütalbum Gladys (2013) nahm Triebel bei einigen Songs das Keyboard auf. Für das Album King in the Mirror (2014) von Anna F. spielte er Gitarren und Handclaps ein. Auch im Rahmen seiner Zusammenarbeit mit Alvaro Soler und Udo Lindenberg nahm er Instrumente und Backgroundgesang auf.
2010 und 2013 war Triebel in der Kategorie „Komposition Rock/Pop“ für den Deutschen Musikautorenpreis der GEMA nominiert. Für seine Mitwirkung an Je ne parle pas français wurde er 2019 in der Kategorie „Erfolgreichstes Werk 2018“ ausgezeichnet.
Anfang 2015 wurde er vom Musikverlag Budde Music unter Vertrag genommen.
Gemeinsam mit Nicolas Rebscher und Kevin Schroeder schrieb Triebel die Musicaladaption des erfolgreichen Kinofilms Fack ju Göhte. Die Produktion Fack ju Göhte – Das Musical erlebte ihre Premiere im Januar 2018 in München.

## Diskografie

### Als Autor und Musikproduzent
Simon Triebel als Autor (A) und Produzent (P) in den Charts

| Jahr | Titel Interpretation                                | Höchstplatzierung, Gesamtwochen, AuszeichnungChartplatzierungen (Jahr, Titel, Interpretation, Platzierungen, Wochen, Auszeichnungen, Anmerkungen) | Höchstplatzierung, Gesamtwochen, AuszeichnungChartplatzierungen (Jahr, Titel, Interpretation, Platzierungen, Wochen, Auszeichnungen, Anmerkungen) | Höchstplatzierung, Gesamtwochen, AuszeichnungChartplatzierungen (Jahr, Titel, Interpretation, Platzierungen, Wochen, Auszeichnungen, Anmerkungen) | Anmerkungen                                                         |
| Jahr | Titel Interpretation                                | DE | AT | CH | Anmerkungen                                                         |
| --- | --------------------------------------------------- | --- | --- | --- | ------------------------------------------------------------------- |
| 2004 | Perfekte Welle A Juli                               | DE2 Platin · (34 Wo.)DE | AT2 Gold · (29 Wo.)AT | CH18 (19 Wo.)CH | Erstveröffentlichung: 10. Mai 2004 Verkäufe: + 615.000              |
| 2004 | Geile Zeit A Juli                                   | DE19 (24 Wo.)DE | AT19 (22 Wo.)AT | CH32 (7 Wo.)CH | Erstveröffentlichung: 15. November 2004                             |
| 2005 | Warum A Juli                                        | DE47 (9 Wo.)DE | AT52 (9 Wo.)AT | — | Erstveröffentlichung: 15. August 2005                               |
| 2005 | November A Juli                                     | DE49 (8 Wo.)DE | — | — | Erstveröffentlichung: 11. November 2005 Verkäufe: 6.000 (limitiert) |
| 2006 | Dieses Leben A Juli                                 | DE5 (14 Wo.)DE | AT7 (17 Wo.)AT | CH22 (26 Wo.)CH | Erstveröffentlichung: 22. September 2006                            |
| 2007 | Zerrissen A Juli                                    | DE15 (13 Wo.)DE | AT22 (25 Wo.)AT | — | Erstveröffentlichung: 27. April 2007                                |
| 2008 | Was hat die Zeit mit uns gemacht? A Udo Lindenberg  | DE52 (6 Wo.)DE | — | — | Erstveröffentlichung: 3. Oktober 2008                               |
| 2008 | Mein Herz ist Gift für dich A Fräulein Wunder       | DE79 (1 Wo.)DE | — | — | Erstveröffentlichung: 14. November 2008                             |
| 2010 | Lass die Liebe regieren A Madsen                    | DE50 (6 Wo.)DE | — | — | Erstveröffentlichung: 9. April 2010                                 |
| 2010 | Elektrisches Gefühl A Juli                          | DE12 Gold · (27 Wo.)DE | AT21 (13 Wo.)AT | — | Erstveröffentlichung: 27. August 2010 Verkäufe: + 150.000           |
| 2010 | Wenn die Welt untergeht A Christina Stürmer         | — | AT73 (2 Wo.)AT | — | Erstveröffentlichung: 26. November 2010                             |
| 2011 | Immer wenn es dunkel wird A Juli                    | DE37 (5 Wo.)DE | — | — | Erstveröffentlichung: 21. Januar 2011                               |
| 2011 | Süchtig A Juli                                      | DE35 (6 Wo.)DE | — | — | Erstveröffentlichung: 13. Mai 2011                                  |
| 2011 | Nur noch kurz die Welt retten A Tim Bendzko         | DE2 ×3Dreifachgold · (47 Wo.)DE | AT8 Platin · (34 Wo.)AT | CH4 Platin · (35 Wo.)CH | Erstveröffentlichung: 10. Juni 2011 Verkäufe: + 510.000             |
| 2011 | Du lügst so schön A Juli                            | DE67 (2 Wo.)DE | — | — | Erstveröffentlichung: 23. September 2011                            |
| 2012 | Für nichts auf dieser Welt A Roger Cicero           | DE85 (2 Wo.)DE | — | — | Erstveröffentlichung: 1. Juni 2012                                  |
| 2013 | Cut My Hair A Luca Vasta                            | DE58 (5 Wo.)DE | — | — | Erstveröffentlichung: 5. April 2013                                 |
| 2013 | DNA A Anna F.                                       | — | AT15 (8 Wo.)AT | — | Erstveröffentlichung: 20. März 2013 Verkäufe: + 15.000              |
| 2014 | Insel A Juli                                        | DE74 (3 Wo.)DE | — | — | Erstveröffentlichung: 12. September 2014                            |
| 2014 | Kartenhaus A Adel Tawil                             | DE78 (1 Wo.)DE | — | — | Erstveröffentlichung: 21. November 2014                             |
| 2014 | Flash mich A Mark Forster                           | DE11 Gold · (47 Wo.)DE | AT10 (33 Wo.)AT | — | Erstveröffentlichung: 12. Dezember 2014 Verkäufe: + 150.000         |
| 2015 | El mismo sol A, P Alvaro Soler feat. Jennifer Lopez | DE20 Gold · (21 Wo.)DE | AT6 Gold · (24 Wo.)AT | CH1 Platin · (25 Wo.)CH | Erstveröffentlichung: 24. April 2015 Verkäufe: + 715.000            |
| 2016 | Durch die schweren Zeiten A Udo Lindenberg          | DE26 (13 Wo.)DE | — | — | Erstveröffentlichung: 26. Februar 2016                              |
| 2016 | Sofia A Alvaro Soler                                | DE23 ×3Dreifachgold · (23 Wo.)DE | AT3 Platin · (26 Wo.)AT | CH1 ×2Doppelplatin · (71 Wo.)CH | Erstveröffentlichung: 15. April 2016 Verkäufe: + 1.406.666          |
| 2017 | Ist da jemand A Adel Tawil                          | DE12 Platin · (27 Wo.)DE | AT9 Platin · (22 Wo.)AT | CH3 ×2Doppelplatin · (28 Wo.)CH | Erstveröffentlichung: 18. März 2017 Verkäufe: + 470.000             |
| 2018 | La cinturaA, P Alvaro Soler                         | DE8 Platin · (27 Wo.)DE | AT8 Platin · (25 Wo.)AT | CH4 (34 Wo.)CH | Erstveröffentlichung: 29. März 2018 Verkäufe: + 1.065.000           |
| 2018 | Je ne parle pas françaisA Namika feat. Black M      | DE1 Platin · (36 Wo.)DE | AT16 Gold · (24 Wo.)AT | CH7 ×2Doppelplatin · (30 Wo.)CH | Erstveröffentlichung: 13. April 2018 Verkäufe: + 455.000            |
| 2018 | Thank You A Lena                                    | DE40 Gold · (19 Wo.)DE | AT50 (9 Wo.)AT | — | Erstveröffentlichung: 16. November 2018 Verkäufe: + 200.000         |
| 2019 | Loca A Alvaro Soler                                 | DE95 (1 Wo.)DE | — | — | Erstveröffentlichung: 25. Januar 2019 Verkäufe: + 65.000            |
| 2019 | La libertad A Alvaro Soler                          | DE62 (9 Wo.)DE | AT51 (5 Wo.)AT | CH65 (1 Wo.)CH | Erstveröffentlichung: 10. Mai 2019 Verkäufe: + 50.000               |
| 2021 | Magia A Alvaro Soler                                | DE28 (22 Wo.)DE | AT21 Gold · (17 Wo.)AT | CH29 (16 Wo.)CH | Erstveröffentlichung: 5. März 2021 Verkäufe: + 70.000               |
| 2021 | Mañana A Alvaro Soler feat. Cali y El Dandee        | DE98 (3 Wo.)DE | — | CH53 (5 Wo.)CH | Erstveröffentlichung: 2. Juli 2021                                  |
| 2022 | Solo para ti A Alvaro Soler feat. Topic             | DE57 (12 Wo.)DE | AT65 (3 Wo.)AT | CH52 Gold · (8 Wo.)CH | Erstveröffentlichung: 22. April 2022 Verkäufe: + 10.000             |
| Folgende Lieder erschienen nicht als Single, wurden aber durch das Album zum Download und Streaming bereitgestellt und konnten somit eine Platzierung erlangen: |                                                     | | | |                                                                     |
| |                                                     | | | |                                                                     |
| 2015 | Das Leben ist schön A Sarah Connor                  | DE49 (2 Wo.)DE | — | — | Charteinstieg: 22. Mai 2015                                         |

## Auszeichnungen für Musikverkäufe
| Goldene Schallplatte - Belgien - 2015: für die Autorenbeteiligung und Produktion El mismo sol - 2018: für die Autorenbeteiligung La cintura - Dänemark - 2019: für die Autorenbeteiligung La cintura - Frankreich - 2016: für die Autorenbeteiligung Sofia - 2019: für die Autorenbeteiligung La cintura - Italien - 2014: für die Autorenbeteiligung DNA - 2019: für die Autorenbeteiligung La libertad - 2021: für die Autorenbeteiligung Magia - Niederlande - 2015: für die Autorenbeteiligung und Produktion El mismo sol - 2019: für die Autorenbeteiligung Loca - Polen - 2017: für die Autorenbeteiligung und Produktion Agosto - 2021: für die Autorenbeteiligung Loca - 2021: für die Autorenbeteiligung La libertad - Spanien - 2021: für die Autorenbeteiligung Magia | Platin-Schallplatte - Belgien - 2017: für die Autorenbeteiligung Sofia - Italien - 2016: für die Autorenbeteiligung und Produktion Libre - 2017: für die Autorenbeteiligung Yo contigo, tú conmigo (The Gong Gong Song) - Mexiko - 2019: für die Autorenbeteiligung La cintura - Niederlande - 2017: für die Autorenbeteiligung Sofia - Schweden - 2018: für die Autorenbeteiligung La cintura - Spanien - 2017: für die Autorenbeteiligung Yo contigo, tú conmigo (The Gong Gong Song) 2× Platin-Schallplatte - Polen - 2021: für die Autorenbeteiligung La cintura - Spanien - 2015: für die Autorenbeteiligung und Produktion El mismo sol 3× Platin-Schallplatte - Polen - 2017: für die Autorenbeteiligung und Produktion El mismo sol - Spanien - 2018: für die Autorenbeteiligung La cintura 6× Platin-Schallplatte - Italien - 2017: für die Autorenbeteiligung und Produktion El mismo sol Diamantene Schallplatte - Polen - 2017: für die Autorenbeteiligung Sofia |

Anmerkung: Auszeichnungen in Ländern aus den Charttabellen bzw. Chartboxen sind in ebendiesen zu finden.
| Land/RegionAuszeichnungen für Musikverkäufe (Land/Region, Auszeichnungen, Verkäufe, Quellen) | Gold       | Platin       | Diamant  | Verkäufe  | Quellen               |
| -------------------------------------------------------------------------------------------- | ---------- | ------------ | -------- | --------- | --------------------- |
| Belgien (BRMA)                                                                               | 2× Gold2   | Platin1      | —        | 65.000    | ultratop.be           |
| Dänemark (IFPI)                                                                              | Gold1      | —            | —        | 45.000    | ifpi.dk               |
| Deutschland (BVMI)                                                                           | 6× Gold6   | 6× Platin6   | —        | 3.550.000 | musikindustrie.de     |
| Frankreich (SNEP)                                                                            | 2× Gold2   | —            | —        | 166.666   | snepmusique.com       |
| Italien (FIMI)                                                                               | 3× Gold3   | 11× Platin11 | —        | 625.000   | fimi.it               |
| Mexiko (AMPROFON)                                                                            | —          | Platin1      | —        | 60.000    | amprofon.com.mx       |
| Niederlande (NVPI)                                                                           | 2× Gold2   | Platin1      | —        | 95.000    | nvpi.nl               |
| Österreich (IFPI)                                                                            | 4× Gold4   | 4× Platin4   | —        | 165.000   | ifpi.at               |
| Polen (ZPAV)                                                                                 | 2× Gold2   | 5× Platin5   | Diamant1 | 310.000   | olis.pl               |
| Schweden (IFPI)                                                                              | —          | Platin1      | —        | 40.000    | sverigetopplistan.se  |
| Schweiz (IFPI)                                                                               | Gold1      | 8× Platin8   | —        | 190.000   | hitparade.ch          |
| Spanien (Promusicae)                                                                         | Gold1      | 6× Platin6   | —        | 260.000   | elportaldelmusicas.es |
| Insgesamt                                                                                    | 23× Gold23 | 42× Platin42 | Diamant1 |           |                       |